# Gouverneur Speciale 140
Gouverneur Speciale 140 is een Nederlands bovengistend bier dat wordt gebrouwen bij Bierbrouwerij Lindeboom in Neer.
Het is een lichtblond bier met een alcoholpercentage van 5,5%. Gouverneur Speciale 140 werd midden 2010 op de markt gebracht, ter gelegenheid van het 140 jaar bestaan van de brouwerij. Eerst alleen op fust, begin 2011 ook op fles. 